# Jean Martinon
Jean Martinon (ur. 10 stycznia 1910 w Lyonie, zm. 1 marca 1976 w Paryżu) – francuski dyrygent, kompozytor i skrzypek.

## Życiorys
Studiował w Konserwatorium Lyońskim i Paryskim u Alberta Roussela (kompozycja), Charles’a Müncha i Rogera Désormière’a (dyrygentura), Vincenta d’Indy’ego (harmonia) i Jules’a Boucherita (skrzypce).
Występował jako skrzypek i koncertmistrz w radiowej orkiestrze symfonicznej. Podczas II wojny światowej, w 1940 dostał się w do niewoli niemieckiej i w obozie jenieckim skomponował kilka dużych utworów, m.in. Chant des captifs (1943), za którą otrzymał nagrodę kompozytorską miasta Paryża w 1946.
Po wojnie rozpoczął karierę dyrygencką, początkowo jako dyrygent Orchestre de la Société des concerts du Conservatoire w Paryżu, a od 1946 orkiestry symfonicznej w Bordeaux. W 1947 zadebiutował w Londynie, będąc przez dwa sezony stałym dyrygentem gościnnym Londyńskiej Orkiestry Filharmonicznej. Następnie otrzymał rezydenturę w RTÉ National Symphony Orchestra w Dublinie (1947–1950), był pierwszym dyrygentem Concerts Lamoureux w Paryżu (1951–1957), dyrektorem artystycznym Izraelskiej Orkiestry Filharmonicznej w Tel Awiwie (1957–1959), generalnym dyrektorem muzycznym Düsseldorfer Symphoniker (1959–1963). W latach 1963–1968 był dyrygentem i dyrektorem muzycznym Chicagowskiej Orkiestry Symfonicznej, w latach 1968–1973 prowadził Orchestre philharmonique de Radio France, a od 1974 haską Residentie Orchestra.
Był Kawalerem Legii Honorowej.

## Twórczość
Jako dyrygent dysponował szerokim repertuarem, choć preferował muzykę XX wieku, zwłaszcza francuską. Interesował się również Siergiejem Prokofjewem i Bélą Bartókiem, których muzyka miała duży wpływ na jego własne kompozycje. Nagrał m.in. cykl symfonii Prokofjewa, a także znaczące zbiory dzieł orkiestrowych Claude’a Debussy’ego i Maurice’a Ravela.
Pomimo bardzo aktywnej działalności dyrygenckiej, systematycznie też komponował i pozostawił znaczny dorobek, głównie utwory orkiestrowe i kameralne. Niektóre swoje kompozycje adresował do zaprzyjaźnionych z nim wybitnych wykonawców, np. II Koncert skrzypcowy (1960) został napisany dla Henryka Szerynga, a Koncert wiolonczelowy (1964) dla Pierre’a Fourniera. W 1966 skomponował na 75-lecie Chicagowskiej Orkiestry Symfonicznej IV Symfonię, której tytuł Altitudes (Wyżyny) odniósł zarówneo do osiągnięć orkiestry, jak i do swojego zamiłowania do alpinizmu.

## Wybrane kompozycje
(na podstawie materiałów źródłowych)

### Utwory sceniczne
- Ambohimanga ou La cité bleue, balet, 1947
- Hécube, opera tragiczna; libr. Serge Moreux wg Eurypidesa), 1954; wyst. Strasbourg, 1956

### Utwory orkiestrowe
- Symphoniette na fortepian, harfę, perfusję i ork. smyczk., 1935
- I Symfonia, 1936
- I Koncert skrzypcowy „Concerto giocoso”, 1937
- Stalag IX (Musique d’exil) na ork. jazzową, 1941
- Concerto lyrique na kwartet smyczk. i małą ork., 1944
- II Symfonia „Hymne à la vie”, 1944
- III  Symfonia „Irlandaise”, 1948
- II Koncert skrzypcowy, 1960
- Koncert wiolonczelowy, 1964
- IV Symfonia „Altitudes”, 1965
- Introduzione, adagio e passacaglia na 13 instr. smyczk., 1967
- Vigentuor dla 20 wykonawców, 1969
- Koncert fletowy, 1971
- Koncert na kwartet saksofonowy, 1974

### Utwory kameralne
- Doménon na kwintet dęty, 1938
- Trio smyczkowe, 1943
- Trio fortepianowe, 1945
- I Kwartet smyczkowy, 1946; wyk. polskie Warszawska Jesień, 1956
- II Kwartet smyczkowy, 1947
- Oktet, 1969

### Utwory wokalne
- Absolve, Domine, motet na chór męski i ork., 1940
- Chant des captifs (Psalm CXXXVI) na sopran, tenor, recytatora, chór i ork., 1943
- Le lis de Saron na sopran, baryton, chór i ork.; sł. z Pieśni nad pieśniami tłum. André Chouraqui, 1961